# Xã Frankfort, Quận Franklin, Illinois
Xã Frankfort (tiếng Anh: Frankfort Township) là một xã thuộc quận Franklin, tiểu bang Illinois, Hoa Kỳ. Năm 2010, dân số của xã này là 7.029 người.